# Museo Interactivo de Economía

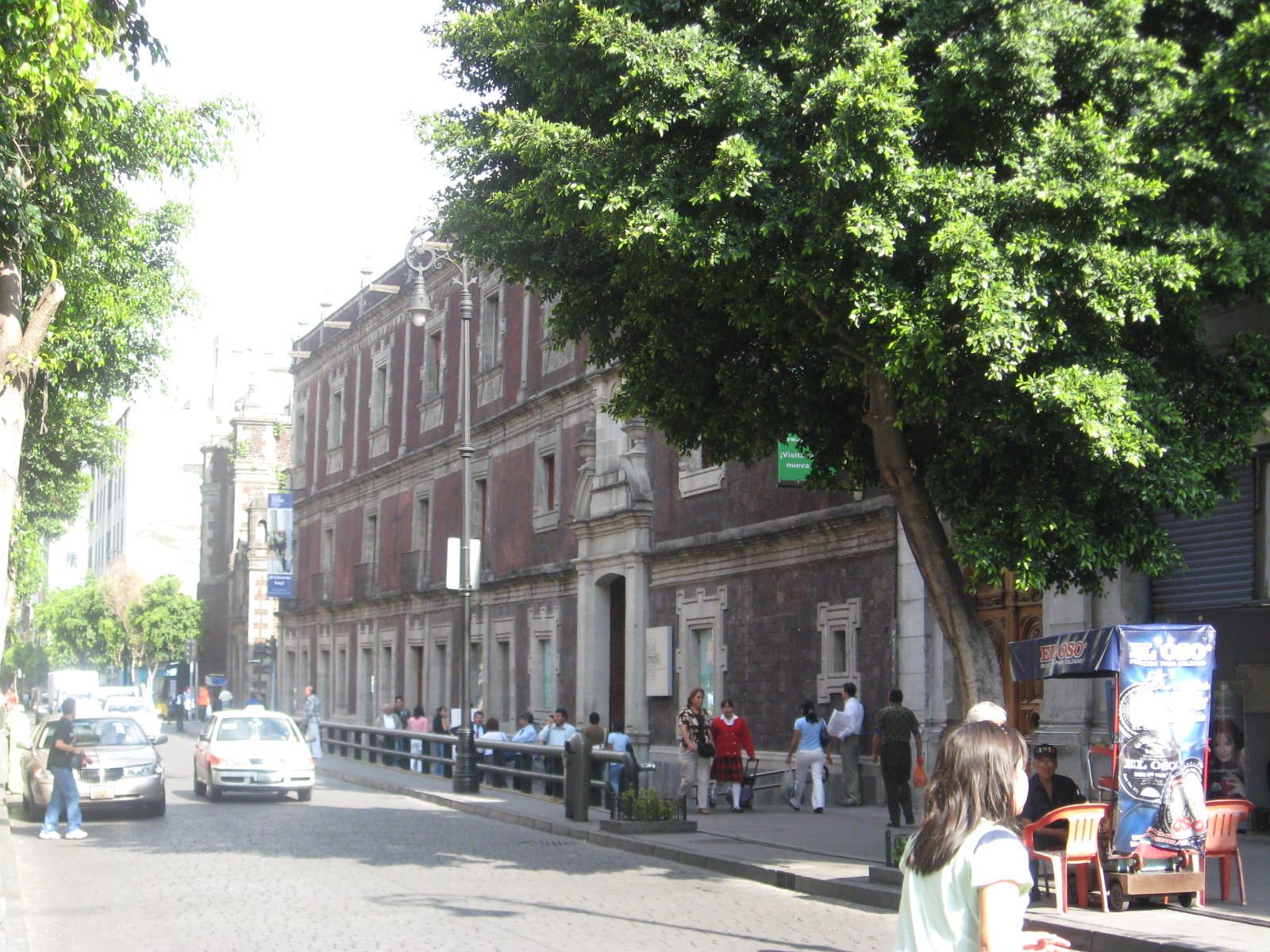
Fasada muzeum przy ul. Tacuba

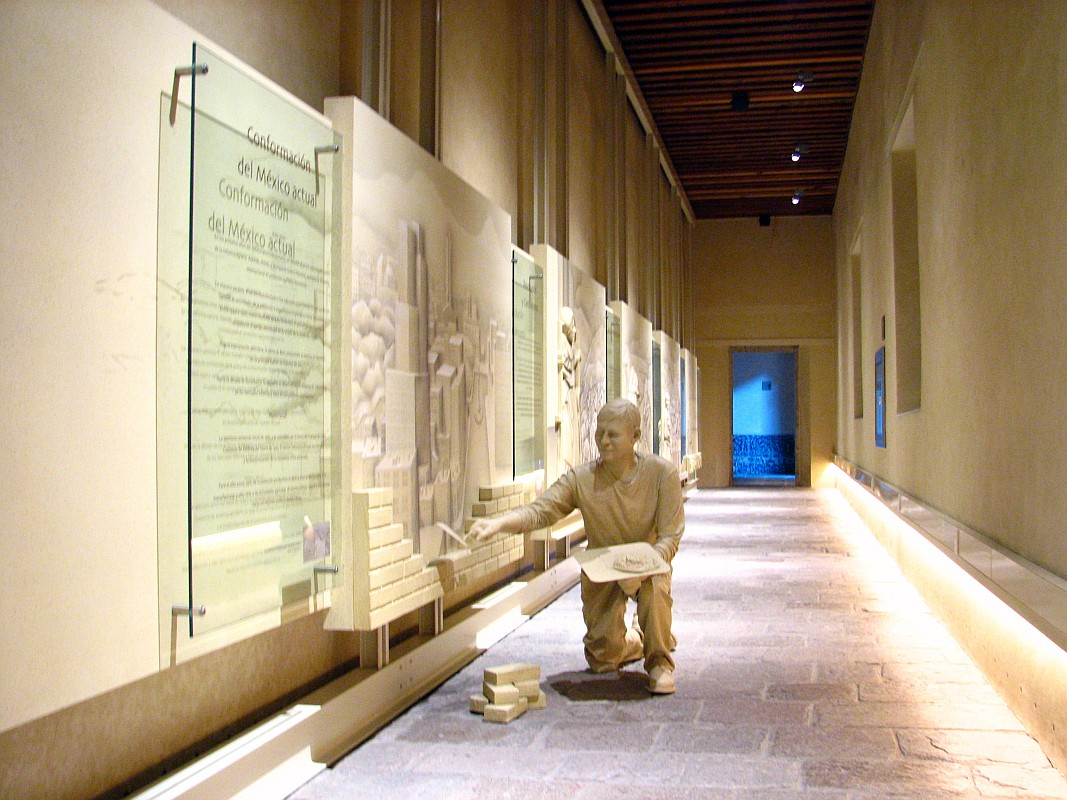
Muzealny hall wejściowy

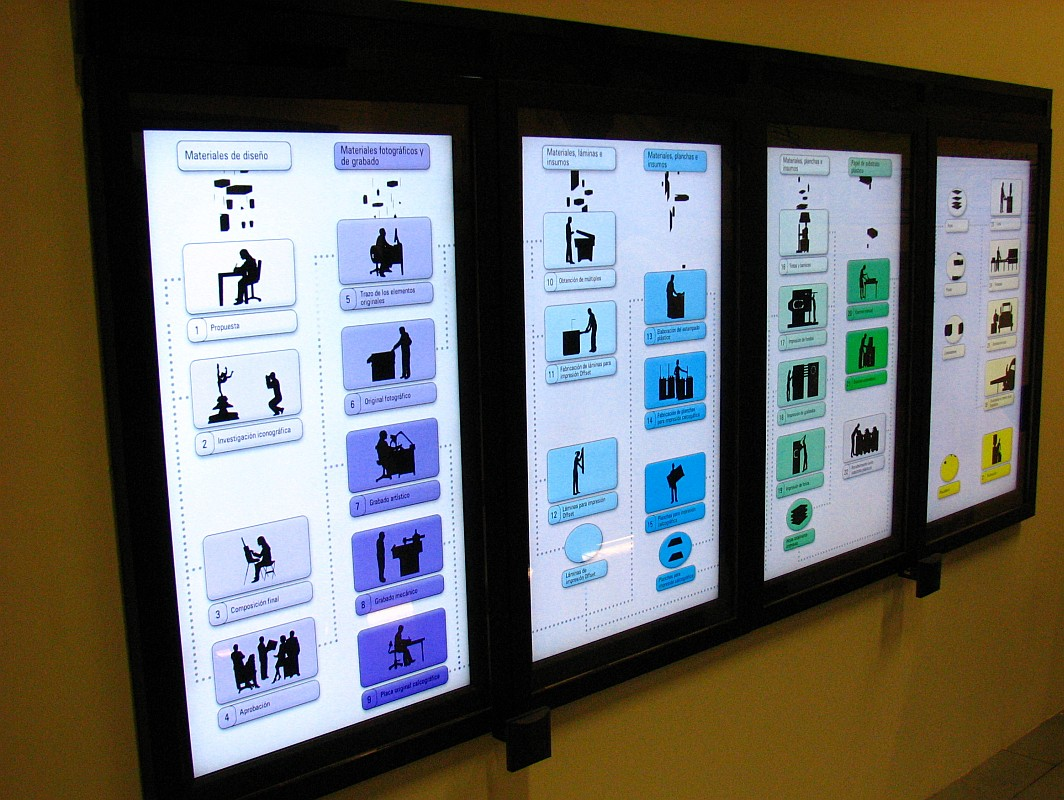
Muzealne panele interaktywne

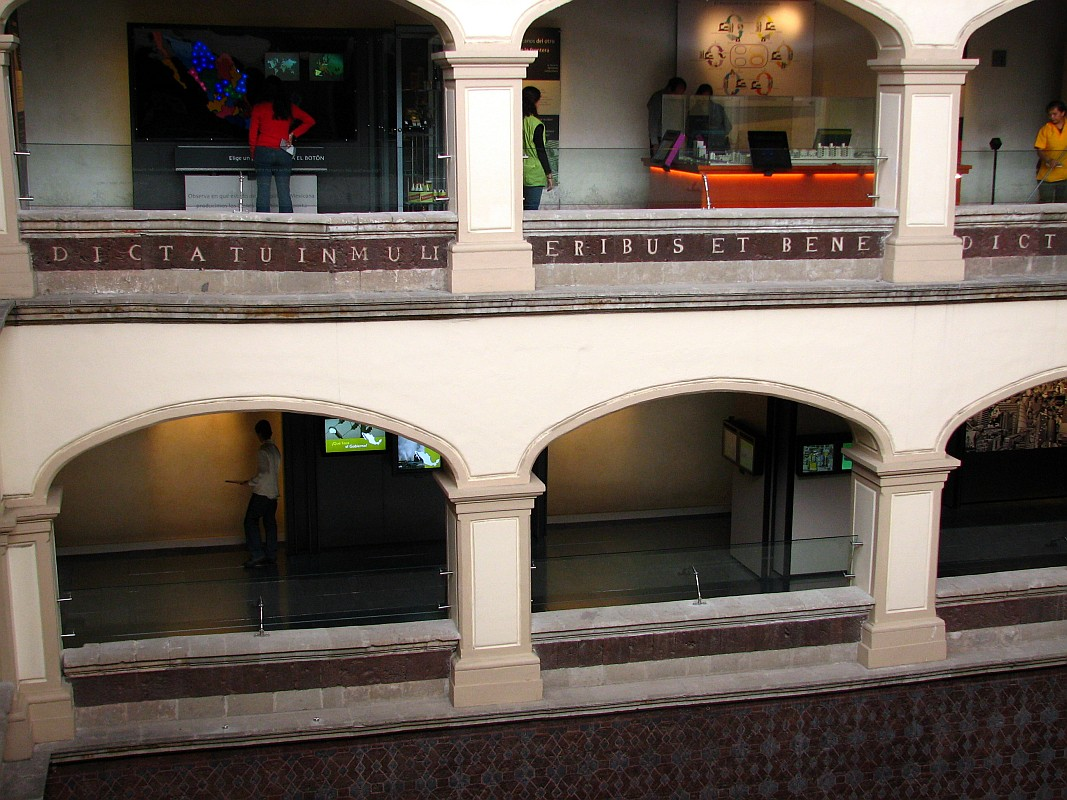
Muzealny dziedziniec wewnętrzny

Museo Interactivo de Economía (MIDE) – pierwsze na święcie muzeum poświęcone ekonomii zlokalizowane w mieście Meksyk.